# Asterosmilia abnormalis
Espèce
Asterosmilia abnormalis est une espèce éteinte de coraux de la famille des Caryophylliidae.